# Marie-Claire Alain

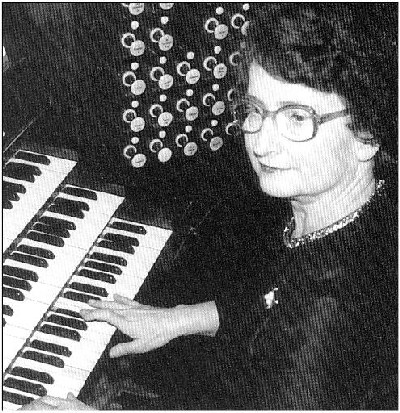
Marie-Claire Alain aan het orgel van de Kathedraal van Dijon (1975)

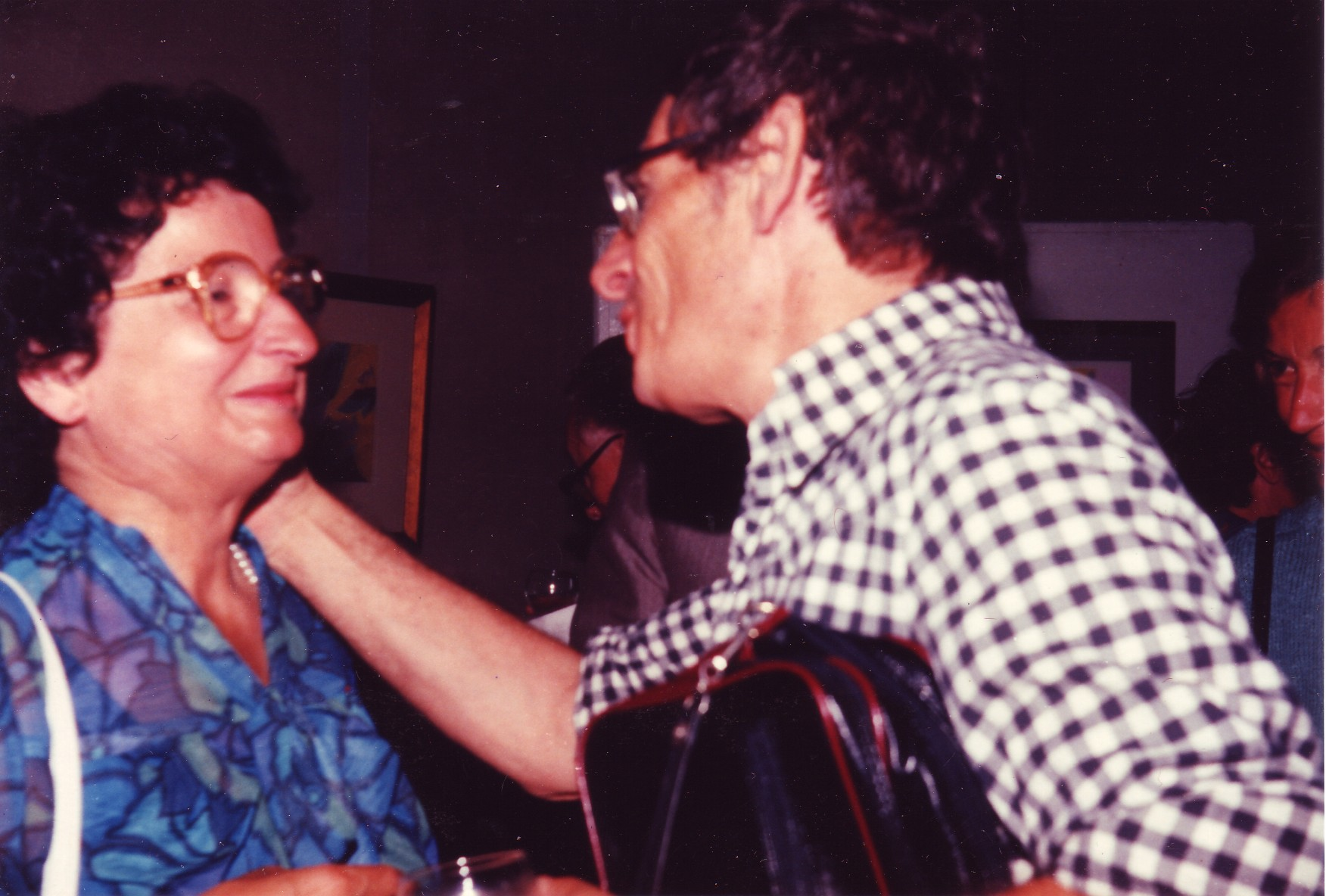
Marie-Claire Alain en Henri Lémonon in Saint-Donat 1982

Marie-Claire Alain (Saint-Germain-en-Laye, 10 augustus 1926 – Le Pecq, 26 februari 2013) was een Franse organiste en muziekpedagoge.

## Biografie
Alain kwam uit een muzikale familie; haar vader was de componist en organist Albert Alain, haar broer de componist en organist Jehan Alain.
Ze studeerde orgel aan het Parijse conservatorium bij Marcel Dupré waar zij talrijke prijzen ontving voor onder andere interpretatie en improvisatie.
Als concertorganiste speelde zij wereldwijd meer dan 2000 concerten. Haar muziekopnames (meer dan 260) omvatten de gezamenlijke orgelwerken van Johann Sebastian Bach, Dietrich Buxtehude, Nicolaus Bruhns, Georg Böhm, François Couperin, Nicolas de Grigny, Louis-Claude Daquin, Johann Pachelbel, Felix Mendelssohn Bartholdy, César Franck, Jehan Alain en Widor alsmede de orgelconcerten van Francis Poulenc, Georg Friedrich Händel, Johann Sebastian Bach, Carl Philipp Emanuel Bach, Joseph Haydn, Wolfgang Amadeus Mozart en Antonio Vivaldi.
Marie-Claire Alain was een veel gevraagde muziekpedagoge en ontving eredoctoraten van de Colorado State University en van de Southern Methodist University in Dallas, Texas (USA). Zij was decennialang een van de vaste docenten aan de Internationale Zomeracademie voor Organisten, onderdeel van het Internationaal Orgelfestival Haarlem.
Ze was actief tot het jaar 2001 en overleed op 86-jarige leeftijd in een verzorgingstehuis te Le Pecq. Ze ligt begraven op de begraafplaats van Saint-Germain-en-Laye.